# Óscar Puente
Óscar Puente Santiago (ur. 15 listopada 1968 w Valladolid) – hiszpański polityk, prawnik i samorządowiec, w latach 2015–2023 alkad Valladolid, deputowany, od 2023 minister transportu i zrównoważonej mobilności.

## Życiorys
Ukończył studia prawnicze na Uniwersytecie w Valladolid (1993), uzyskał magisterium z zarządzania publicznego. Od 1995 praktykował w zawodzie adwokata. Zaangażował się w działalność polityczną w ramach Hiszpańskiej Socjalistycznej Partii Robotniczej (PSOE), do której wstąpił w 1990. W 2007 został radnym miejskim w Valladolid, od 2008 kierował frakcją radnych swojego ugrupowania, a w 2009 stanął na czele lokalnych struktur PSOE. W latach 2015–2023 przez dwie kadencje sprawował urząd alkada swojej rodzinnej miejscowości.
W wyborach w 2023 uzyskał mandat posła do Kongresu Deputowanych. W listopadzie tego samego roku objął stanowisko ministra transportu i zrównoważonej mobilności w trzecim rządzie Pedra Sáncheza.